# 興可河松蝦鱂
興可河松蝦鱂，為輻鰭魚綱鯉齒目鰕鱂亞目溪鱂科的其中一種，為熱帶淡水魚，分布於南美洲巴西亞馬遜河流域，體長可達2.9公分，棲息在稀疏草原的季節性沼澤，生活習性不明。

## 擴展閱讀
維基物種上的相關：興可河松蝦鱂